# Jelisej (Ganaba)
Jelisej (světským jménem: Ilja Vladimirovič Ganaba; * 1. srpna 1962, Leningrad) je ruský duchovní Ruské pravoslavné církve a arcibiskup haagský a nizozemský.

## Život
Narodil se 1. srpna 1962 v Leningradu. Jeho otec Vladimir Alexandrovič byl protodiákonem chrámu Svaté Trojice v Podolsku.
Roku 1971 se s rodinou přestěhoval do Penzy, kde roku 1979 dokončil střední školu. Byl oltářníkem v katedrálním chrámu Zesnutí přesvaté Bohorodice v Penze a také hypodiakonem biskupů.
Roku 1980 nastoupil na Leningradský duchovní seminář a stal se hypodiakonem arcibiskupa vyborgského Kirilla (Gunďajeva), který byl rektorem Leningradských duchovních škol. O dva roky pozdě nastoupil na Leningradskou duchovní akademii a 9. října byl arcibiskupem Kirillem ustanoven čtecem.
Dne 17. listopadu 1985 byl inspektorem akademie archimandritou Feofanem (Galynským) postřižen na monacha s mnišským jménem Jelisej na počest svatého proroka Elíši.
Dne 22. listopadu 1985 byl arcibiskupem tichvinským Melitonem (Solovjovem) rukopoložen na hierodiakona a 18. ledna 1986 na jeromonacha.
Roku 1986 dokončil studium na akademii a byl přijat na postgraduální studium Moskevské duchovní akademie.
Dne 20. června 1987 byl přijat do monastýru Danilov v Moskvě.
Roku 1988 byl součástí delegace do Svaté země a s požehnáním předsedy Oddělení vnějších církevních vztahů (OVCV) metropolity Filareta (Vachromejeva) sloužil tři měsíce v Gorněnském monastýru v Jeruzalémě.
Dne 27. prosince 1988 byl Svatým synodem jmenován zástupcem vedoucího Ruské duchovní misie v Jeruzalémě s povýšením na igumena a právem nosit náprsní kříž s ozdobami. Na igumena jej povýšil patriarcha jeruzalémský Diodoros.
Dne 5. října 1992 byl osvobozen od funkce zástupce vedoucího misie a dán k dispozici předsedovi Oddělení vnějších církevních vztahů a metropolitu smolenského a kaliningradského Kirillu (Gunďajevu). Dne 10. října 1992 byl jmenován pracovníkem sektoru zahraničních institucí OVCV.
Dne 23. února 1993 byl zapsán mezi bratry monastýru Danilov.
Dne 20. ledna 1994 byl ustanoven vedoucím sektoru zahraničních institucí a 15. srpna 1995 vedoucím sektoru pro mezipravoslavné vztahy.
Na Velikonoce roku 1987 byl povýšen metropolitou Kirillem na archimandritu.
Dne 21. srpna 1997 se stal sekretářem sektoru zahraničních institucí a mezipravoslavných vztahů.
Od března 1999 do července 2000 byl představeným katedrálního chrámu svatého Alexandra Něvského v Tallinu.
Od 31. ledna do 1. dubna 1999 byl představitelem Moskevského patriarchátu v Estonsku se zachováním funkce v OVCV.
Dne 7. října 2000 byl jmenován představitel Moskevského patriarchátu při Patriarchovi antiochijském a celého Východu a 12. března 2002 se stal vedoucím Ruské duchovní misie v Jeruzalémě s osvobozením od funkce představitele patriarchátu.
Dne 6. října 2006 jej Svatý synod zvolil biskupem bogorodským a vikářem chersonské eparchie s povinností řídit surožskou eparchii.
Dne 24. listopadu 2006 byl v chrámu Všech svatých monastýru Danilov oficiálně jmenován biskupem a o dva dny později proběhla v chrámu Krista Spasitele v Moskvě jeho biskupská chirotonie. Světiteli byli patriarcha moskevský Alexij II., metropolita krutický a kolomenský Juvenalij (Pojarkov), metropolita smolenský a kaliningradský Kirill (Gunďajev), metropolita kalužský a borovský Kliment (Kapalin), arcibiskup kerčský Anatolij (Kuzněcov), arcibiskup berlínský a německý Feofan (Galynskyj), arcibiskup istrijský Arsenij (Jepifanov), arcibiskup chersonský Innokentij (Vasiljev), biskup filippopolský Nifon (Sajkali) (Pravoslavný patriarchát antiochijský), biskup vídeňský a rakouský Ilarion (Alfejev), biskup stavropolský a vladikavkazský Feofan (Ašurkov), biskup dmitrovský Alexandr (Agrikov), biskup sergijevo-posadský Feognost (Guzikov), biskup moravičský Antonije (Pantelič) (Srbská pravoslavná církev), biskup tambovský a mičurinský Feodosij (Vasněv) a biskup bronnický Amvrosij (Jermakov).
Dne 27. prosince 2007 byl Svatým synodem ustanoven biskupem surožským.
Dne 1. února 2010 byl povýšen na arcibiskupa.
Dne 28. prosince 2017 jej Svatý synod ustanovil arcibiskupem haagským a nizozemským.